# Duna–Fekete-tenger-csatorna
A Duna–Fekete-tenger-csatorna (románul Canalul Dunăre-Marea Neagră) egy 64 km hosszú hajózási csatorna Romániában, mely Cernavodătól Agigeáig és Năvodariig tart. 1949. május 25-én kezdték el építeni, az építési munkálatok 1983. október 20-án fejeződtek be, a létesítményt 1984. május 26-án avatták fel. A csatorna összeköttetést létesít a Duna és a Fekete-tenger között. Abból a célból hozták létre, hogy levágják a Duna-delta nehezen hajózható szakaszát, és így mintegy 450 km-rel lerövidítsék a Fekete-tengerhez vezető utat.
Az 1950-es években a kommunista kormányzat kényszermunkatáborokat hozott létre, és a csatorna kiásására politikai foglyokat, ellenzékieket vezényeltek. A Securitate felügyelete alatt, rendkívül rossz körülmények között folyó munka során sok politikai fogoly vesztette életét, az áldozatok száma pontosan nem ismert, több ezer főre becsülik. A Román Kommunista Párt berkeiben az építkezést „a román burzsoázia temetőjének” nevezték.
Az építésnek  politikai és presztízs-okai is voltak. A csatorna teljes mértékben a Román Szocialista Köztársaság szuverén fennhatósága alá került, és – ellentétben a Dunával – nem minősült nemzetközi vízi útnak, így nem került a folyó menti országok közös ellenőrzése alá, továbbá a román pártvezetés kivonhatta a Szovjetunió ellenőrzése alól is.

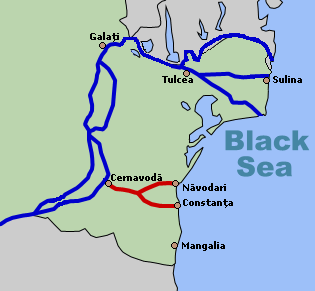
A csatorna (pirossal jelölve) Dobrudzsa térképén